# Euphonia affinis
Eufónia-de-garganta-preta ou gaturamo-do-mato (Euphonia affinis) é uma espécie de ave da família Fringillidae.
Pode ser encontrada nos seguintes países: Belize, Costa Rica, El Salvador, Guatemala, Honduras, México e Nicarágua.
Os seus habitats naturais são: florestas secas tropicais ou subtropicais , florestas subtropicais ou tropicais húmidas de baixa altitude e florestas secundárias altamente degradadas.